# 李秀宝
李秀宝，（1959年2月—），河北省唐山市人，长期从事解放军政治及文化宣传工作。中国人民解放军少将。中国人民解放军南京政治学院哲学系毕业。1977年1月入伍，历任干事、科长、处长，北京军区政治部宣传部副部长、部长。
2010年2月任中国人民解放军电视宣传中心主任，后任中国人民解放军总政治部宣传部副部长，同年12月晋升少将军衔。2014年，任中国人民解放军南京政治学院政委。
2015年1月10日，出任解放軍報社长。2018年2月24日，当选为第十三届全国人大代表。